# Iglesias protestantes unidas y unificadas
Una iglesia unida, también llamada iglesia en unión, es una iglesia formada a partir de la fusión u otra forma de unión de dos o más denominaciones cristianas protestantes.
Históricamente, las uniones de iglesias protestantes fueron impuestas por el estado, generalmente para tener un control más estricto sobre la esfera religiosa de su gente, pero también por otras razones organizativas. A medida que avanza el ecumenismo cristiano moderno, las uniones entre varias tradiciones protestantes se vuelven cada vez más comunes, lo que resulta en un número creciente de iglesias unidas y unificadas. Algunos de los ejemplos más importantes recientes son la Iglesia protestante unida de Francia (2013) y la Iglesia protestante en los Países Bajos (2004). A medida que el protestantismo principal se reduce en Europa y en América del Norte debido al surgimiento del secularismo, las denominaciones reformadas y luteranas se fusionan, a menudo creando grandes denominaciones a nivel nacional. El fenómeno es mucho menos común entre las iglesias evangélicas, no denominacionales y carismáticas a medida que surgen nuevas iglesias y muchas de ellas permanecen independientes entre sí.
Quizás la iglesia unida oficial más antigua se encuentra en Alemania, donde la Iglesia Evangélica en Alemania es una federación de iglesias luteranas, unidas (Unión Prusiana) y reformadas, una unión que data de 1817. La primera de la serie de uniones fue en un sínodo en Idstein para formar la Iglesia Protestante en Hesse y Nassau en agosto de 1817, conmemorado al nombrar la iglesia Unionskirche de Idstein cien años después.
En todo el mundo, cada iglesia unida o unificada comprende una mezcla diferente de denominaciones protestantes predecesoras. Las tendencias son visibles, sin embargo, ya que la mayoría de las iglesias unidas y unificadas tienen uno o más predecesores con herencia en la tradición reformada y muchos son miembros de la Alianza Mundial de Iglesias Reformadas.

## Movimiento conciliar
En las décadas de 1950 y 1960 surgió un espíritu ecuménico en muchas iglesias de los Estados Unidos de América, lo que llevó a un movimiento conciliar conocido en algunos círculos como Conciliaridad. Un producto de este movimiento fue la Consulta sobre la Unión de Iglesias (COCU). La COCU se disolvió formalmente en 2002, pero pasó al movimiento Iglesias Unidas en Cristo.

## Iglesias unidas y unificadas en todo el mundo
- Iglesia metodista unida (a nivel mundial)
- Australia: Iglesia Unida en Australia, la unión de 1977 de iglesias congregacionalista, metodista y presbiteriana;
- Bangladés:Iglesia de Bangladés, establecida en 1974 como una unión de las iglesias anglicana y presbiteriana;
- Canadá: Iglesia Unida de Canadá, la unión de 1925 de congregacionalistas, metodistas y la mayoría de las iglesias presbiterianas (incluida Bermudas);
- República Checa: Iglesia Evangélica de los Hermanos Checos, formada en 1918 en Checoslovaquia a través de la unificación de las iglesias protestantes de las confesiones luterana y reformada. Sin embargo, el ECCB tiene raíces más profundas en la reforma checa: en la Iglesia Husita Utraquista (1431-1620) y en la Unidad de los Hermanos, también conocida como Iglesia Morava (1457-1620);
- Francia: Iglesia protestante unida de Francia, formada en 2013 mediante la unificación de la Iglesia Reformada de Francia y la Iglesia Evangélica Luterana de Francia;
- Alemania: 10 cuerpos de iglesia unida dentro de la Iglesia evangélica en Alemania de uniones de iglesias luteranas y reformadas: Iglesia Evangélica de Berlín-Brandenburgo-Silesia Alta Lusacia, Iglesia Evangélica en Renania, Iglesia Evangélica de Westfalia (todas ellas fueron las sucesoras de la Iglesia Evangélica de la antigua Unión Prusiana), Iglesia Evangélica Estatal de Anhalt, Iglesia Evangélica Estatal en Baden, Iglesia Evangélica de Bremen, Iglesia Evangélica en Alemania Central, Iglesia Evangélica en Hesse y Nassau, Iglesia Evangélica de Hesse-Kassel y Waldeck y  Iglesia Evangélica del Palatinado (Iglesia del Estado Protestante);
- India: Iglesia del Norte de la India, unión de 1970 de las iglesias anglicana, metodista, bautista, Discípulos de Cristo, presbiteriana, congregacional, y la Iglesia de los Hermanos; Iglesia del Sur de la India, la unión de 1947 de las iglesias anglicana, metodista, congregacional, presbiteriana y reformada;
- Indonesia: Iglesia Cristiana de Indonesia o Gereja Kristen Indonesia, unión de GKI Java Oriental, GKI Java Occidental y GKI Java Central en 1988, y la Iglesia del Tabernáculo del Evangelio de Indonesia;
- Italia: Unión de iglesias Metodistas y Valdenses, la unión de 1975 de las iglesias valdense y metodista;
- Jamaica: 'Iglesia Unida en Jamaica y las Islas Caimán' , la unión de 1965 de las iglesias presbiteriana, congregacional, y Discípulos de Cristo;
- Japón: Iglesia Unida de Cristo en Japón, la unión de 1941 de treinta y tres denominaciones protestantes;
- Kiribati: Iglesia Unida de Kiribati;
- Papúa Nueva Guinea/ Islas Salomón: Iglesia Unida en Papúa Nueva Guinea e Islas Salomón;
- Países Bajos: 'Iglesia protestante en los Países Bajos , la unión de 2004 de la Iglesia reformada neerlandesa, las Iglesias Reformadas en los Países Bajos y la Iglesia Evangélica Luterana Iglesia en el Reino de los Países Bajos;
- Pakistán: Iglesia de Pakistán, la unión de 1970 de anglicanos, presbiterianos escoceses (Iglesia de Escocia), metodistas y luteranos;
- Filipinas: Iglesia Unida de Cristo en Filipinas;
- Suecia: Iglesia Evangélica Libre en Suecia, la unión de 2002 de la Misión Örebrö, los Bautistas Libres en Suecia y la Unión de Santidad; Iglesia Unida en Suecia, la unión de 2011 de la Unión Bautista de Suecia, la rama sueca de la Iglesia metodista unida, y la Iglesia del Pacto de la Misión de Suecia;
- Tailandia: Iglesia de Cristo en Tailandia;
- Reino Unido: Iglesia Reformada Unida, la unión de 1972 de las iglesias congregacional y presbiteriana en Inglaterra y Gales, posteriormente unida por las Iglesias de Cristo y la Unión Congregacional de Escocia;
- Escocia: Iglesia Libre Unida de Escocia;
- Estados Unidos: Iglesia unida de Cristo, la unión de 1957 de las dos iglesias previamente unidas: Iglesias Cristianas Congregacionales y la Iglesia Evangélica y Reformada; Iglesia metodista unida, unión de 1968 de la Iglesia Metodista y de la Iglesia Evangélica de los Hermanos Unidos; Asociación Unitaria Universalista, la consolidación en 1961 de la Asociación Unitaria Americana y la Iglesia Universalista de América.
- España: Iglesia Evangélica Española